# Комітет спасіння України
Комітет спасіння України (рос. Комитет спасения Украины) — проросійська організація, контрольована Росією ініціатива колишніх високопосадовців України часів президентства Віктора Януковича, що претендувала на звання «тіньового (альтернативного) уряду України у вигнанні».
Офіс Комітету знаходиться за адресою: Москва, Пресненська набережна, 10, блок C (Москва-Сіті, Вежа на набережній (С), 47-й поверх). Його фінансування пов'язують з іменем олігарха Сергія Курченка.

## Створення
Вперше про намір створити «уряд України у вигнанні» колишній український Прем'єр-міністр Микола Азаров заявив у лютому 2015 року, а 29 липня представники екс-прем'єра анонсували створення нової організації 3 серпня.
3 серпня 2015 року в Москві, в готелі «Україна» відбулася прес-конференція очільника новосформованого комітету Миколи Азарова, колишніх народних депутатів України Володимира Олійника та Ігоря Маркова. Азаров оголосив про створення Комітету спасіння України, причини такого кроку, позицію комітету щодо поточної політичної ситуації.

## Учасники
Комітет порятунку України виник як майданчик колишніх українських високопосадовців періоду президентства Януковича, які під тиском Революції Гідності на зламі 2013/14 років перебралися до Росії. Багато з них знаходяться під дією західних санкцій, вони оголошені в міжнародний / всеукраїнський розшук.
Крім Миколи Азарова, Володимира Олійника, Ігоря Маркова, до складу комітету залучені колишній народний депутат України Олег Царьов, сепаратисти Галина Запорожцева (голова громадської організації «Матері України»), Олександр Александровський, Юрій Кот.
Комітет принципово відмежовується від співпраці з колишнім Президентом України Віктором Януковичем.
Азаров назвав себе в комітеті «тіньовим прем'єр-міністром України», а Володимира Олійника «вірогідним кандидатом у президенти» держави.

## Програма
На прес-конференції 3 серпня 2015 було озвучене бачення М. Азарова ключових позицій комітету, напрямів його діяльності, також була розповсюджена «Відозва» російською мовою під українським епіграфом з Т. Г. Шевченка.
За словами Азарова, приводом для створення Комітету порятунку України стала ситуація, що склалася в Україні.
Учасники об'єднання обіцяють взяти на себе «відповідальність за долю країни» задля «виводу країни з кризи, припинення братовбивчої війни і забезпечення розвитку».
Азаров жорстко розкритикував нинішнє керівництво країни, назвавши їх за прикладом російської пропаганди «хунтою».
Члени комітету закликали провести дострокові вибори, піддати кримінальному переслідуванню Януковича і Порошенка.
Серед першочергових рішень пропонується припинити боротися з російською агресією, відновити «дружні, ділові та партнерські відносини з РФ», відмовитись від курсу до НАТО.
Також автори «Відозви» висловилися за федералізацію і надання російській мові статусу державної.
Відзначено, що в комітеті використовують класичні російські пропагандистські штампи.

## Реакція на створення
Презентація Комітету порятунку України викликала жвавий інтерес зі сторони російських пропагандистських ЗМІ.
Офіційний Кремль заявив, що не має жодного відношення до ініціативи зі створенням комітету.
Українські та незалежні російські оглядачі зустріли новину про створення комітету, переважно, глузливо. Їх називають «маріонетками [Кремля]», «шістками», «кровосісями», «фрік-шоу», «політичними зомбі».

## Подальша діяльність
Один з учасників комітету, Ігор Марков, був затриманий 12 серпня 2015 в Сан-Ремо (Італія) на запит українських правоохоронних органів. На батьківщині він підозрюється в хуліганстві з нанесенням тілесних ушкоджень. Комітет закликав італійську владу та Інтерпол звільнити свого соратника. Врешті, Італія відмовилася екстрадувати Маркова до України, посилаючись на імовірні політичні мотиви запиту на видачу.
Генеральна прокуратура України кваліфікувала створення комітету як дії, що містять ознаки злочину, передбаченого ч. 3 ст. 109 КК України (публічні заклики до захоплення державної влади, вчинені з використанням засобів масової інформації). Триває слідство.
Володимир Олійник в інтерв'ю Deutsche Welle висловив сподівання на мирну революцію в Україні, внаслідок якої він прийде до влади. У такому випадку Олійник готовий припинити АТО та блокаду Донбасу, визнати незалежність самопроголошених республік «ЛНР» та «ДНР», визнати Крим російською територією, провести федералізацію.
Комітет ініціював розгляд у районному московському суді справи про визнання українських подій 2014 року «державним переворотом», що завершилось наприкінці 2016 року задоволенням позову. На думку секретаря РНБО О. Турчинова, такі дії є юридично нікчемними.
Олійник також заявляв, що фінансував протести біля українського парламенту в жовтні 2017 року.

## Санкції
16 вересня 2015 рішенням Президента України були накладені санкції на фізичних та юридичних осіб, у тому числі на О. Царьова — за «створення реальних та/або потенційних загроз національним інтересам, національній безпеці, суверенітету і територіальній цілісності України, сприяння терористичній діяльності» — у вигляді запобігання виведенню капіталів за межі України. За повідомленнями ЗМІ, Царьов розглядав можливість вступу до КПРФ і балотування до Державної думи РФ.
У вересні 2016 Міністерство торгівлі США розширило список компаній і організацій, які потрапляють під санкційні обмеження через порушення міжнародного права і розпалювання конфлікту на Сході України. До переліку включений і Комітет порятунку України. Віднині Комітет і особисто М. Азаров не можуть мати будь-яких комерційних зв'язків із громадянами або резидентами США, а їх майно, якщо воно перебуває під контролем США, заморожене.